# Dragoljub Velimirović
Dragoljub Velimirović (* 12. Mai 1942 in Valjevo, Jugoslawien; † 22. Mai 2014 in Belgrad, Serbien) war ein jugoslawischer, später serbischer Schachmeister.

## Leben
Dragoljub Velimirović erhielt seine erste schachliche Ausbildung von seiner Mutter Jovanka Velimirović, die auch die erste jugoslawische Staatsmeisterin der Frauen war. Den nationalen Meistertitel erhielt er nach der Jugoslawischen Meisterschaft 1962. Nach Erfolgen in Skopje 1971 (geteilter Zweiter mit Albin Planinc hinter Lew Polugajewski) und dem Sieg in Vrnjačka Banja 1973 wurde ihm von der FIDE der Großmeistertitel verliehen. 
Velimirović gewann 1975 die Meisterschaft von Jugoslawien in Novi Sad und 1997 in Nikšić/Belgrad. 1970 in Vrnjačka Banja teilte er den Sieg mit Milan Vukić.
Im Dezember 1984 gewann Velimirović ein starkes Großmeisterturnier in Titograd zusammen mit Viktor Kortschnoi, vor Michail Tal und neun weiteren Großmeistern.
Weitere Turniererfolge:
- Vinkovci 1970: 5. Platz (Sieger Bent Larsen, Velimirović u. a. vor Tigran Petrosjan)
- Budva 1981: 1. Platz, Zonenturnier
- Vrsac (Boris Kostić Memorial) 1985: 1. Platz
- Vrsac (Boris Kostić Memorial) 1987: 1. Platz (mit Jaan Ehlvest)
- Metz (Open) 1988: 1. Platz
- Nikšić 1994: 1. Platz

Velimirović bevorzugte scharfes und kompliziertes Spiel, so ist ein Aufbau der Sosin-Variante mit langer Rochade und Figurenopfer nach ihm benannt. Dieser Stil fordert sehr viel Energie, seine Ergebnisse waren daher sehr ungleichmäßig. Seine letzte Elo-Zahl betrug 2407. Seine höchste Elo-Zahl hatte er mit 2575 im Januar 1986.

## Nationalmannschaft
Mit der jugoslawischen Nationalmannschaft nahm Velimirović an den Schacholympiaden 1974, 1978, 1982, 1986, 1988 und 1990 (in der zweiten Mannschaft) teil. 1974 erreichte er sowohl mit der Mannschaft als auch in der Einzelwertung am ersten Reservebrett den zweiten Platz. Außerdem erreichte er mit Jugoslawien den zweiten Platz bei der Mannschaftsweltmeisterschaft 1989 und nahm an den Mannschaftseuropameisterschaften 1970, 1973, 1977 und 1980 teil. Mit der Mannschaft erreichte er 1973 den zweiten, 1977 den dritten Platz.

## Vereine
Velimirović spielte für den ŠK Montenegrobanka Podgorica, mit dem er am European Club Cup 1996 teilnahm.